# Deudade ibne Maomé
Deudade ibne Maomé (Devdad ibn Muhammad - lit. "Deudade, filho de Maomé") foi um emir sájida do Azerbaijão, filho do também emir Maomé Alafexim. Deudade foi instalado como emir pelo exército após a morte de seu pai em 901. Porém, após um breve reinado de cinco meses, foi removido do poder por seu tio Iúçufe ibne Abi Alçaje, que transferiu a capital para Ardabil e ergueu os muros de Maraga.